# Dundee Wanderers HC
Dundee Wanderers HC is een Schotse hockeyclub uit Dundee.
De club werd opgericht in 1934. De club nam bij de mannen tweemaal deel aan het Europacup II-toernooi in 1991 (als bekerwinnaar) en 1993 (als bekerfinalist). Die Schotse beker werd gewonnen in 1973 en in 1990.